# In de Waagschaal
In de Waagschaal is een Nederlands tijdschrift dat in 1945 is opgericht door Kornelis Heiko Miskotte. Hij was lange tijd hoofdredacteur van het blad.

## Eerste fase: 1945 - 1970
Op 6 oktober 1945 kwam het eerste nummer van In de Waagschaal uit. Miskotte wilde de verdeeldheid in de Hervormde Kerk verminderen. De richting die uitgezet werd sympathiseerde duidelijk met de doorbraakbeweging: het rigide onderscheid tussen een christelijke en seculiere leefwereld werd bekritiseerd. De theologie van Karl Barth was prominent aanwezig; tot 1970 werden meer dan 130 artikelen geplaatst die direct met Karl Barth te maken hebben. Ook van Oepke Noordmans en Jan Buskes werden regelmatig stukken gepubliceerd. In de jaren 1952 en 1953 plaatste Frans Breukelman op verzoek van Miskotte een reeks van twintig kritische artikelen over de nieuwe Bijbelvertaling van 1951. In 1970 werd het tijdschrift om financiële redenen opgeheven.

## Tweede fase: 1972 - heden
Bijna twee jaar later wordt het tijdschrift echter weer nieuw leven ingeblazen. De in 1945 door Miskotte uitgezette koers blijft ongewijzigd: de ondertitel van het blad wordt nu "Tijdschrift voor theologie, cultuur en politiek".